# Список заслуженных мастеров спорта СССР (стрельба из лука)
Лысов Ярослав Александрович 

## 1972
- Сидорук, Виктор Васильевич 1937

## 1971
- Гапченко, Эмма Васильевна

## 1976
- Ковпан, Валентина Ивановна

## 1979
- Лосаберидзе, Кетеван Багратовна

## 1981
- Бутузова, Наталья Анатольевна 1954

## 1984
- Гомбожапова, Ханда-Цырен Дугаровна 1955 [1]
- Дашицыренов, Мунко-Бадра Батомункуевич 1962—2000 [2] [3]
- Рустамова, Зебинисо Сангиновна

## 1986
- Солдатова, Ирина Борисовна 1965—2002 [4]

## 1988
- Аржанникова, Людмила Леонидовна
- Ешеев, Владимир Николаевич

## 1989
- Забродский, Станислав Вячеславович 01.01.1962 [5][6]

## Год присвоения неизвестен
- Зайцев, Михаил Никифорович 1921 — 1987